# Ectrosiopsis
Ectrosiopsis là một chi thực vật có hoa trong họ Hòa thảo (Poaceae).

## Loài
Chi Ectrosiopsis gồm các loài: